# Lutold
Lutold van Znojmo (overleden op 15 maart 1112) was van 1092 tot 1112 hertog van Znojmo, in die tijd een van de drie hertogdommen van Moravië.

## Levensloop
Hij was een zoon van hertog Koenraad I van Bohemen, die in 1092 korte tijd over Bohemen regeerde, en Virpirka van Tengling. Hij huwde met Ida van Oostenrijk, een dochter van hertog Leopold II van Oostenrijk. Samen kregen ze een zoon Koenraad II, die in 1123 hertog van Znojmo werd.
Na de dood van hun vader nam Břetislav II de Boheemse troon over. Toen Břetislav zijn broer Bořivoj tot troonopvolger benoemde, begonnen Lutold en zijn broer Oldřich, de hertog van Moravië-Brno, een machtsstrijd tegen Břetislav.
Bij keizer Hendrik IV van het Heilig Roomse Rijk probeerde Oldřich zijn rechten op de Boheemse troon op te eisen. Met de steun van Lutold, Oostenrijkse en Beierse troepen viel Oldřich in 1101 Bohemen binnen om Bořivoj II, die inmiddels zijn broer Břetislav was opgevolgd, met geweld af te zetten. Het kwam echter al snel tot conflicten binnen het leger en de operatie mislukte. Daarop keerde Oldřich terug naar Brno en zette zijn opeising van de Boheemse troon stop.
In 1107 steunde Lutold hertog Svatopluk van Moravië-Olomouc toen die Bořivoj II afzette. In 1112 overleed hij, waarna zijn broer Oldřich het hertogdom Znojmo erfde.